# Pseudoliprus
Pseudoliprus là một chi bọ cánh cứng trong họ Chrysomelidae.
Chi này được miêu tả khoa học năm 1960 bởi Chûjô & Kimoto.

## Các loài
Các loài trong chi này gồm:
- Pseudoliprus bisulcatus Chen & Wang, 1980
- Pseudoliprus chinensis Medvedev, 1993
- Pseudoliprus kimotonis Komiya, 2006
- Pseudoliprus lalashanensis Komiya, 2006